# Paula Mollenhauer
Paula Mollenhauer, född 22 december 1908 i Hamburg, död 7 juli 1988 i Hamburg, var en tysk friidrottare.
Mollenhauer blev olympisk bronsmedaljör i diskuskastning vid sommarspelen 1936 i Berlin.